# Gran Premi del Brasil del 1995
Resultats del Gran Premi de Brasil de Fórmula 1 de la temporada 1995, disputat al circuit d'Interlagos, el 26 de març del 1995.

## Resultats
| Posició | Número | Pilot                  | Equip                  | Voltes | Temps/ Retirada  | Pos. de sortida | Punts |
| ------- | ------ | ---------------------- | ---------------------- | ------ | ---------------- | --------------- | ----- |
| 1       | 1      | Michael Schumacher     | Benetton - Renault     | 71     | + 1h 38' 34. 154 | 2               | 10    |
| 2       | 6      | David Coulthard        | Williams - Renault     | 71     | + 11.060 s       | 3               | 6     |
| 3       | 28     | Gerhard Berger         | Ferrari                | 70     | + 1 Volta        | 5               | 4     |
| 4       | 8      | Mika Häkkinen          | McLaren - Mercedes     | 70     | + 1 Volta        | 7               | 3     |
| 5       | 27     | Jean Alesi             | Ferrari                | 70     | + 1 Volta        | 6               | 2     |
| 6       | 7      | Mark Blundell          | McLaren - Mercedes     | 70     | + 1 Volta        | 9               | 1     |
| 7       | 4      | Mika Salo              | Tyrrell - Yamaha       | 69     | + 2 Voltes       | 12              |       |
| 8       | 25     | Aguri Suzuki           | Ligier - Mugen - Honda | 69     | + 2 Voltes       | 15              |       |
| 9       | 17     | Andrea Montermini      | Pacific - Ford         | 65     | + 6 Voltes       | 22              |       |
| 10      | 21     | Pedro Diniz            | Forti F1 - Ford        | 64     | + 7 Voltes       | 25              |       |
| Ret     | 9      | Gianni Morbidelli      | Footwork - Hart        | 62     | Motor            | 13              |       |
| Ret     | 10     | Taki Inoue             | Footwork - Hart        | 48     | Motor            | 21              |       |
| Ret     | 24     | Luca Badoer            | Minardi - Ford         | 47     | Motor            | 18              |       |
| Ret     | 22     | Roberto Moreno         | Forti F1 - Ford        | 47     | Virolla          | 23              |       |
| Ret     | 29     | Karl Wendlinger        | Sauber - Ford          | 41     | Part elèctrica   | 19              |       |
| Ret     | 5      | Damon Hill             | Williams - Renault     | 30     | Caixa de canvis  | 1               |       |
| Ret     | 2      | Johnny Herbert         | Benetton - Renault     | 30     | Col·lisió        | 4               |       |
| Ret     | 16     | Bertrand Gachot        | Pacific - Ford         | 23     | Caixa canvi      | 20              |       |
| Ret     | 14     | Rubens Barrichello     | Jordan - Peugeot       | 16     | Caixa canvi      | 16              |       |
| Ret     | 12     | Jos Verstappen         | Simtek - Ford          | 16     | Caixa canvi      | 24              |       |
| Ret     | 3      | Ukyo Katayama          | Tyrrell - Yamaha       | 15     | Virolla          | 11              |       |
| Ret     | 15     | Eddie Irvine           | Jordan - Peugeot       | 15     | Embragatge       | 8               |       |
| Ret     | 11     | Domenico Schiattarella | Simtek - Ford          | 12     | Direcció         | 26              |       |
| Ret     | 30     | Heinz Harald Frentzen  | Sauber - Ford          | 10     | Part elèctrica   | 14              |       |
| Ret     | 26     | Olivier Panis          | Ligier - Mugen - Honda | 0      | Col·lisió        | 10              |       |
| Ret     | 23     | Pierluigi Martini      | Minardi - Ford         | 0      | Caixa canvi      | 17              |       |

## Altres
- Pole: Damon Hill 1' 20. 081

- Volta ràpida: Michael Schumacher 1' 20. 921 (a la volta 51)